# Pavillon Rhône-Alpes à l'exposition universelle de Shanghai
 (octobre 2011).
Si vous disposez d'ouvrages ou d'articles de référence ou si vous connaissez des sites web de qualité traitant du thème abordé ici, merci de compléter l'article en donnant les références utiles à sa vérifiabilité et en les liant à la section « Notes et références ».
Le Pavillon Rhône-Alpes est un pavillon de représentation lors de l'exposition universelle de Shanghai 2010. 

## Description
Il n'y a pas eu que le pavillon national comme pavillon français à l'exposition universelle de Shanghai 2010. Deux autres pavillons représentaient les régions Rhône-Alpes et Alsace dans le quartier des meilleures pratiques urbaines. 
Le pavillon Rhône-Alpes, conçu par l'architecte Denis Dessus est un exemple de construction durable, adapté à son site et présentant plusieurs caractéristiques innovantes, comme un assainissement de l'air intérieur par phytoremédiation, l'utilisation de matériaux de gros œuvre totalement recyclables, un béton cellulaire à base de silice d'air et d'eau ou une gestion technique centralisée complète du bâtiment. 
Les 3 600 m² du bâtiment accueillent l'institut Paul Bocuse, des salles de conférences et d'exposition, ainsi que les bureaux d'ERAI, organisme aidant l'implantation des entreprises françaises en Chine.
Le bâtiment est enveloppé par des bambous suspendus, supports, à l'Est, d'une fresque géante dessinée par l'artiste lyonnais Jean-Philippe Aubanel. A l'Ouest, la façade est recouverte d'un mur végétal qui protège des surchauffes estivales. Le bâtiment et son architecte ont été fortement médiatisés en Chine pendant l'exposition et, de fait, le pavillon a été un des rares conservés à la fin de l'évènement. Il poursuit son activité au sein d'un quartier du centre de Shanghai en pleine reconstruction.